# Rukomet na OI 1992. – muškarci
Muški rukometni olimpijski turnir 1992. odigrao se od 27. srpnja do 8. kolovoza. Sve bivše sovjetske republike osim Estonije, Latvije i Litve okupile su se u Ujedinjenu momčad koja je osvojila zlato. 
Turnir je bio obilježen okrnjenošću. Nije sudjelovala ni jedna od država sljednica raspadnute Jugoslavije, brončane s prošlih Olimpijskih igara. Propustom ili možda čak i namjerom (usporedivši s time kako je omogućeno SiCG Slobodana Miloševića 1996. unatoč sankcijama), Hrvatskoj, čiji je prvak Zagreb bio europskim klupskim prvakom, nije omogućeno sudjelovanje na ovim igrama. Ovdje se pokazalo kako MOO-u nije bio bitan argument "članstva u UN-u", jer je omogućio sudjelovati ZND-u, zajednici država koja uopće nije bila član UN-a, nego su to bile države koje su ju činile.

## Glavni turnir

### Skupina A
|    | Reprezentacija | Bod. | Ut. | Pob. | N. | Por. | Pos. | Pri. | RP  |
| -- | -------------- | ---- | --- | ---- | -- | ---- | ---- | ---- | --- |
| 1. | Švedska        | 10   | 5   | 5    | 0  | 0    | 118  | 86   | +32 |
| 2. | Island         | 7    | 5   | 3    | 1  | 1    | 101  | 99   | +2  |
| 3. | Južna Koreja   | 6    | 5   | 3    | 0  | 2    | 114  | 115  | -1  |
| 4. | Mađarska       | 4    | 5   | 2    | 0  | 3    | 102  | 108  | -6  |
| 5. | Čehoslovačka   | 3    | 5   | 1    | 1  | 3    | 94   | 92   | +2  |
| 6. | Brazil         | 0    | 5   | 0    | 0  | 5    | 96   | 125  | -29 |

27. srpnja 1992.
|  | Švedska  | 20:14 | Čehoslovačka |  |
|  | Island   | 19:18 | Brazil       |  |
|  | Mađarska | 18:22 | Južna Koreja |  |

29. srpnja 1992.
|  | Južna Koreja | 18:26 | Švedska  |  |
|  | Brazil       | 21:27 | Mađarska |  |
|  | Čehoslovačka | 16:16 | Island   |  |

31. srpnja 1992.
|  | Čehoslovačka | 19:20 | Južna Koreja |  |
|  | Island       | 22:16 | Mađarska     |  |
|  | Švedska      | 22:15 | Brazil       |  |

2. kolovoza 1992.
|  | Island   | 26:24 | Južna Koreja |  |
|  | Mađarska | 21:25 | Švedska      |  |
|  | Brazil   | 16:27 | Čehoslovačka |  |

4. kolovoza 1992.
|  | Mađarska     | 20:18 | Čehoslovačka |  |
|  | Južna Koreja | 30:26 | Brazil       |  |
|  | Švedska      | 25:18 | Island       |  |

### Skupina B
|    | Reprezentacija    | Bod. | Ut. | Pob. | N. | Por. | Pos. | Pri. | RP  |
| -- | ----------------- | ---- | --- | ---- | -- | ---- | ---- | ---- | --- |
| 1. | Ujedinjena momčad | 10   | 5   | 5    | 0  | 0    | 121  | 98   | +23 |
| 2. | Francuska         | 8    | 5   | 4    | 0  | 1    | 111  | 98   | +13 |
| 3. | Španjolska        | 6    | 5   | 3    | 0  | 2    | 97   | 98   | -1  |
| 4. | Rumunjska         | 3    | 5   | 1    | 1  | 3    | 107  | 115  | -8  |
| 5. | Njemačka          | 3    | 5   | 1    | 1  | 3    | 97   | 103  | -6  |
| 6. | Egipat            | 0    | 5   | 0    | 0  | 5    | 92   | 113  | -21 |

27. srpnja 1992.
|  | Rumunjska         | 22:21 | Egipat    |  |
|  | Ujedinjena momčad | 25:15 | Njemačka  |  |
|  | Španjolska        | 16:18 | Francuska |  |

29. srpnja 1992.
|  | Francuska | 22:23 | Ujedinjena momčad |  |
|  | Njemačka  | 20:20 | Rumunjska         |  |
|  | Egipat    | 18:23 | Španjolska        |  |

31. srpnja 1992.
|  | Ujedinjena momčad | 22:18 | Egipat     |  |
|  | Njemačka          | 20:23 | Francuska  |  |
|  | Rumunjska         | 20:21 | Španjolska |  |

2. kolovoza 1992.
|  | Rumunjska  | 20:26 | Francuska         |  |
|  | Egipat     | 16:24 | Njemačka          |  |
|  | Španjolska | 18:24 | Ujedinjena momčad |  |

4. kolovoza 1992.
|  | Francuska         | 22:19 | Egipat    |  |
|  | Ujedinjena momčad | 27:25 | Rumunjska |  |
|  | Španjolska        | 19:18 | Njemačka  |  |

### Poluzavršnica
Poluzavršnica je održana 6. kolovoza 1992.
- Švedska -  Francuska 25:22
- Island -  Ujedinjena momčad 19:23

### Utakmice za plasman
7. kolovoza 1992.
za 11. mjesto
- Egipat -  Brazil 27:24

za 9. mjesto
- Čehoslovačka -  Njemačka 20:19

za 7. mjesto
- Rumunjska -  Mađarska 19:23

za 5. mjesto
- Južna Koreja -  Španjolska 21:36

8. kolovoza 1992.
za broncu
- Island -  Francuska 20:24

za zlato
- Švedska -  Ujedinjena momčad 20:22

| Zlato | Srebro | Bronca |
| --- | --- | --- |
| Ujedinjena momčad Andrej Lavrov Igor Vasilijev Jurij Gavrilov Andrej Barbačinski Serguei Bebečko Valerij Gopin Vasilij Kudinov Talant Dujšebajev Mihail Jakimovič Oleg Grebnev Oleg Kiseljov Igor Čumak | Švedska Mats Olsson Robert Hedin Magnus Wislander Anders Bäckegren Ola Lindgren Per Carlén Erik Hajas Magnus Cato Axel Sjöblad Robert Andersson Pierre Thorsson Patrik Liljestrand Steffan Olsson Magnus Andersson Tommy Souraniemi Tomas Svensson | Francuska Philippe Medard Pascal Mahe Philippe Deburwau Denis Lathoud Denis Tristant Gael Monthurel Eric Quintin Jean-Luc Thiebaut Philippe Gardent Thierry Perreux Laurent Munier Frederic Perez Jackson Richardson Stephane Stoecklin Frederic Volle |